# 中村徹 (運輸官僚)
中村 徹 (なかむら とおる、1935年〈昭和10年〉 - 2024年〈令和6年〉8月20日) は日本の運輸官僚。運輸省航空局長や、運輸事務次官等を歴任し、退官後は新東京国際空港公団総裁や日本観光協会会長などを務めた。位階勲等は正四位瑞宝重光章。

## 来歴
- 1958年：東京大学法学部第1類（私法コース）を卒業[3]。運輸省に入省[1][4]。
- 1967年：赴任先のアメリカ合衆国から帰国し、成田空港問題に取り組む[5]
- 1972年：運輸省航空局監理部国際課長[1][4][5]
- 1981年：内閣参事官・内閣総理大臣官房人事課長[1]
- 1983年：運輸省大臣官房政策課長[4]
- 1984年：航空局監理部長[1]
- 1987年：国際運輸・観光局次長[1]
- 1989年：運輸政策局長[1][4]
- 1991年：運輸事務次官[1]
- 1993年：運輸経済研究センター国際問題研究所長[1][6]
- 1994年：新東京国際空港公団総裁[1]
- 2007年
  - 社団法人日本観光協会会長[4][7]
  - 地域伝統芸能活用センター会長[8]

他に成田国際空港株式会社の顧問などを務めた。
- 2024年8月20日：死去。89歳没。死没日付をもって正四位に叙された[9]。

## 栄典
- 2011年（平成23年）4月29日 - 瑞宝重光章[10]
- 2024年（令和6年）8月20日 - 正四位[9]